# 4. Panzer-Division
4. Panzer-Division var en pansardivision i den tyska armén under andra världskriget. 
Den sattes upp 1938 och kämpade på både öst- och västfronten under början av kriget. Den senare delen av kriget tillbringade divisionen på östfronten tillhörande Armégrupp Mitte. Under slaget vid Kursk tillhörde divisionen 9. Armee som angrepp den norra delen av Kurskfickan. 
Efter operation Bagration överfördes divisionen till Armégrupp Nord och blev tillsammans med den innesluten i Kurlandfickan, divisionen evakuerades sjövägen tillbaka till Tyskland och den kapitulerade slutligen till sovjetiska trupper i Västpreussen .

## Belgien

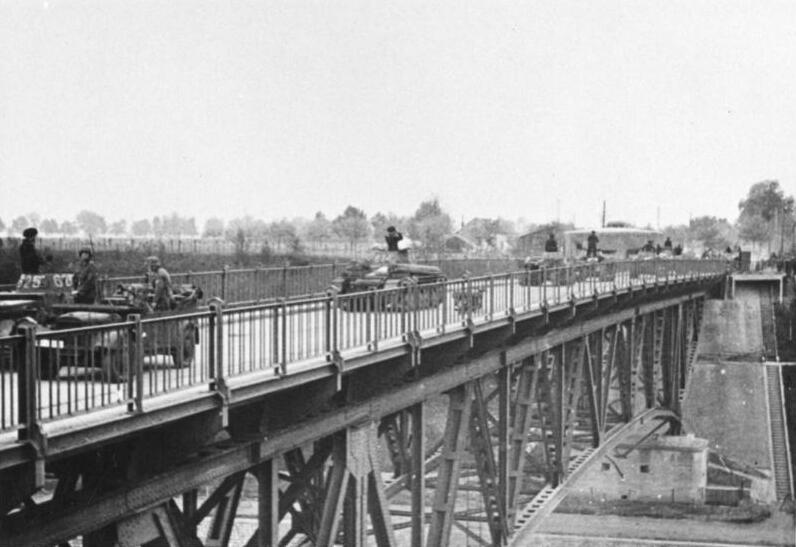
Delar av 4. Panzer-Division korsar en bro över Albertkanalen den 11 maj 1940

Divisionen tillhörde XVI. Armeekorps som kontrollerade två av de tre pansardivisioner som tillhörde Armégrupp B, vars uppgift var att få anfallet genom södra Holland och norra Belgien att framstå som det största hotet för de allierade och på så sätt säkerställa att de allierade skickade en stor del av sina trupper upp i Belgien så att de kunde skäras av av armégrupp A.
Efter att ha korsat broarna vid Maastricht som erövrats av fallskärmsjägare och byggt pontonbroar för att ersätta de broar som hann sprängas av nederländska trupper avancerade kåren mot staden Gembloux som av de allierade sågs som den mest troliga tyska framryckningsvägen. Här mötte man den franska mekaniserade kåren Corps de Cavalerie i ett rekonterslag.

## Befälhavare
Divisionschefer:
- Generalleutnant Georg-Hans Reinhardt (10 november 1938 - 5 februari 1940)
- Generalmajor Ludwig Ritter von Radlmeier (5 februari 1940 - 3 april 1940)
- Generalmajor Johann Joachim Stever (4 april 1940 - 14 maj 1940)
- Oberst Hans von Boineburg-Lengsfeld  (15 maj 1940 - 18 maj 1940)
- Generalmajor Johann Joachim Stever   (19 maj 1940 - 23 juli 1940)
- Oberst Hans von Boineburg-Lengsfeld   (24 juli 1940 - 6 september 1940)
- Generalmajor Willibald von Langermann und Erlencamp   (8 september 1940 - 27 december 1941)
- Generalmajor Dietrich von Saucken   (28 december 1941 - 2 januari 1942)
- Oberst Heinrich Eberbach (6 januari 1942 - 1 mars 1942)
- Oberstleutnant Otto Heidkämper (2 mars 1942 - 31 mars 1942)
- Generalmajor Heinrich Eberbach (1 april 1942 - 22 juni 1942)
- Generalleutnant z.V. Paul Hielscher (23 juni 1942 - 3 juli 1942)
- Generalmajor Heinrich Eberbach (4 juli 1942 - 23 juni 1942)
- Oberst Karl Mauss (24 november 1942 - 27 november 1942)
- Oberst Erich Schneider   (28 november 1942 - 31 december 1942)
- Generalmajor Erich Schneider   (1 januari 1943 - 6 januari 1943)
- Oberst Karl Mauss   (7 januari 1943 - 28 januari 1943)
- Generalmajor Erich Schneider    (28 januari 1943 - 30 maj 1943)
- Generalleutnant Dietrich von Saucken   (31 maj 1943 - 22 oktober 1943)
- Oberst Karl Mauss   (23 oktober 1943 - 20 januari 1944)
- Generalmajor Hans Junck   (21 januari 1944 - 6 februari 1944)
- Oberst Clemens Betzel   (7 februari 1944 - 3 mars 1944)
- Generalleutnant Dietrich von Saucken (4 mars 1944 - 30 april 1944)
- Oberst Clemens Betzel (1 maj 1944 - 30 juni 1944)
- Generalmajor Clemens Betzel (1 juli 1944 - 20 december 1944)
- Oberst Hans Christern   (21 december 1944 - 28 december 1944)
- Generalleutnant Clemens Betzel   (28 december 1944 - 27 mars 1945)
- Oberst Ernst Hoffmann   (27 mars 1945 - 31 mars 1945)
- Generalmajor Hans Hecker (1 april 1945 - 8 maj 1945)

## Organisation
Divisionens organisation våren 1940:
- Panzer-Brigade 5
  - Panzer-Regiment 35
  - Panzer-Regiment 36
- Schützen-Brigade 4
  - Schützen-Regiment 12
  - Schützen-Regiment 33
- Aufklärungs-Abteilung (motorisiert) 4
- Kradschützen-Bataillon 34 (cykelskyttebataljon)
- Artillerie-Regiment 103
- Aufklärungs-Abteilung 7
- Panzerjäger-Abteilung 49
- Pionier-Bataillon 79
- Nachrichten-Abteilung 79
- Nachschubtruppen 84

Divisionens organisation 1943:
- Panzer-Regiment 35
- Panzergrenadier-Regiment 12
- Panzergrenadier-Regiment 33
- Panzer-Artillerie-Regiment 103
- Heeres-Flak-Artillerie-Abteilung 290
- Panzer-Aufklärungs-Abteilung 4
- Panzerjäger-Abteilung 49
- Panzer-Pionier-Bataillon 79
- Nachrichten-Abteilung 79
- Feldersatz-Bataillon 103
- Nachschubtruppen 84